# Taliesin

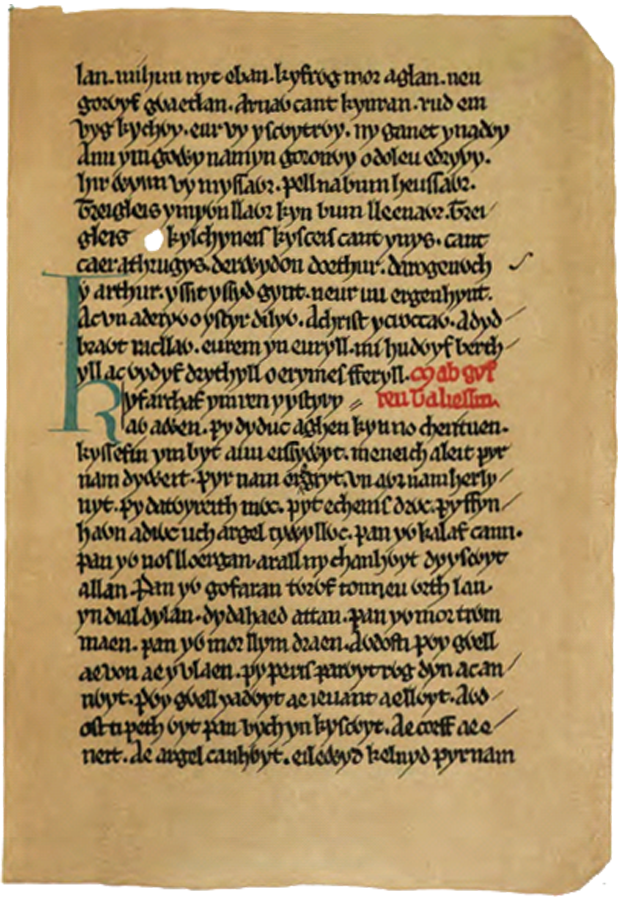
Facsímil de una página del Libro de Taliesin.

Taliesin (c. 534-599), escrito Taliessin en los Idilios del rey, de Alfred Tennyson, es el más antiguo poeta galés conocido. Pertenecía al grupo de los Cynfeirdd (en galés, «bardos primitivos») durante la época heroica del reino de Gales, con el rey Cynan Garwyn y el príncipe Urien Rheged como héroes. Su poesía dramática muestra que la lengua galesa era empleada como medio artístico habitual. Toda su obra se encuentra recogida en el Llyfr Taliesin («Libro de Taliesin»).
La mayor parte de su vida está rodeada de misterio, de tal forma que algunos estudiosos afirman que tras el nombre de Taliesin se esconden varios poetas anónimos a lo largo del siglo VI. Su nombre ha sido asociado en la literatura posterior al culto druídico, como en la novela Las nieblas de Avalón, de Marion Zimmer Bradley, donde Taliesin es Merlín, o en la también novela Taliesin, de Stephen R. Lawhead, donde es presentado como el padre del mago Merlín y como el último gran chamán celta. En otras novelas también lo presentan como un incubo que dio vida a Merlín.

## Obra poética
Soy el primero de los bardos ante Elphin,

y mi patria es el país de las estrellas del verano.

En su día me llamaba Merlín

Y hoy me llamo Taliesin.

He estado en el Cielo y en el Infierno

Estuve con Noé, durante la construcción del arca

Conozco los nombres de todas las estrellas

pero yo sigo siendo una maravilla inexplicada.

He tomado todas las formas posibles,

Estuve muerto y a la vez vivo,

Seguiré en la tierra hasta el juicio final,

Nadie sabe si soy pescado o carne

Fui llevado durante nueve meses,

en el vientre de la bruja Cerridwen

Entonces me conocían como el pequeño Gwyon

Pero ahora soy Taliesin.